# Farinera La Asunción
La farinera La Asunción és un conjunt fabril situat als carrers de Roc Boronat i Llull i el passatge de Masoliver, al Poblenou de Barcelona, catalogat com a bé amb elements d'interès (categoria C).

## Història
Pertanyia a l'industrial fariner Joan Vilaplana i Bataller, que el 1917 va encarregar a l'arquitecte Josep Plantada la construcció d'unes naus al carrer de Lutxana (actualment Roc Boronat) i al xamfrà amb el de Llull. El 1922, el conjunt va ser ampliat amb una altra nau al carrer de Llull, projectada per l'arquitecte Antoni Pons, i altres de Lluís Girona i Cuyàs, i novament el 1928 segons el projecte de Santiago Puig.
La farinera va tancar el 1975, i des d'aleshores, les naus han estat destinades a diversos usos, entre ells el de sala de festes.

## Descripció
Està format per un seguit de naus de planta baixa, i al darrere, un edifici de planta baixa i dos pisos amb coberta a dues aigües sobre encavallades de fusta. Els paraments combinen el maó vist (amb regruixos formen pilastres, impostes i arcades que els atorguen certa sumptuositat) i sòcols aplacats amb pedra i elements ornamentals de ceràmica vidrada verda. En un dels coronaments de les portes d'accés hi  ha restes molt desgastades de la ceràmica on encara es pot llegir el nom de l'empresa, i també són destacables les reixes, amb les inicials J V del propietari.